# Metazygia chenevo
Metazygia chenevo là một loài nhện trong họ Araneidae.
Loài này thuộc chi Metazygia. Metazygia chenevo được Herbert Walter Levi miêu tả năm 1995.